# Bundesstraße 29a
Bundesstraße 29a (Abkürzung B 29a) ist die Bezeichnung eines Autobahnzubringers im östlichen Baden-Württemberg. Sie ist Deckungsgleich mit der bisherigen Landesstraße 1084 zwischen der Anschlussstelle Unterkochen der Bundesstraße 19 im Kochertal und der Anschlussstelle Aalen / Oberkochen der Bundesautobahn 7, ergänzt durch die zwischen dem 16. November 2020 und dem 3. Dezember 2021 in vier Bauabschnitten erbaute Nordumfahrung des Stadtteils Ebnat auf dem Härtsfeld. Die Straße befindet sich vollständig auf der Gemarkung der Stadt Aalen.
Mittelfristig ist der Ausbau der kompletten Strecke geplant, der den Zweck hat den Verkehr am Albaufstieg zwischen Unterkochen und Ebnat zu beschleunigen, die Leistungsfähigkeit zu erhöhen, sowie den Ortskern von Ebnat zu entlasten. Im Bundesverkehrswegeplan 2030 ist diese Maßnahme im vordringlichen Bedarf enthalten.
Mit der Eröffnung der rund 2,1 km langen Nordumfahrung Ebnat zwischen den Anschlussstellen Ebnat-West und Ebnat-Ost am 3. Dezember 2021 sowie mit dem Teilausbau und Sanierung der bisherigen L 1084 zwischen der Anschlussstelle Ebnat-Ost und der Bundesautobahn 7 wurde der erste Ausbauabschnitt beendet. Für den Ausbau des Albaufstieges zwischen Unterkochen (B 19) und Ebnat-West stehen Planung und Zeitrahmen noch aus. Die Umwidmung der gesamten Strecke zur Bundesstraße erfolgte zum 1. Januar 2022.